# Se parlassero di noi
Se parlassero di noi è un singolo del cantante italiano Riki, pubblicato il 29 settembre 2017 come primo estratto dal primo album in studio Mania.

## Tracce
1. Se parlassero di noi – 3:25

## Classifiche
| Classifica (2017) | Posizione massima |
| ----------------- | ----------------- |
| Italia            | 4                 |